# Paul Hasule
Paul Edwin Hasule (ur. 17 listopada 1959 w Kampali, zm. 26 kwietnia 2004 tamże) – ugandyjski piłkarz – kapitan reprezentacji Ugandy. Jako piłkarz i trener był związany z reprezentacją swojego kraju przez 25 lat.
Jest rekordzistą pod względem zdobytych tytułów mistrza kraju. W dużej mierze przyczynił się do zwycięstw swojej drużyny SC Villa w tych rozgrywkach w latach 1982-94. W pierwszej edycji Super League, rozgrywanej w 1982 roku, drużyna SC Villa sięgnęła po tytuł mistrzowski bez ani jednej porażki. W 1987 roku poprowadził klub z Kampala do zwycięstwa w prestiżowych i najstarszych w Afryce rozgrywkach CECAFA Cup. Natomiast w latach 1991-92 dwukrotnie dotarł z drużyną SC Villa do finałów imprez rozgrywanych na kontynencie afrykańskim - najpierw w CECAFA Cup, później w CAF Cup.
Na piłkarską emeryturę przeszedł w roku 1993 obejmując stanowisko asystenta trenera oraz dyrektora drużyny SC Villa. Odszedł w 1995 roku by trenować State House, a następnie Simba SC, jednak powrócił do SC Villa w roku 1998 by zdobyć historyczny czwarty dublet.
Po zdobyciu kolejnego dubletu w 2000 roku klub nie przedłużył z nim kontraktu i Hasule w roku 2001 przeniósł się do drużyny Police FC, gdzie przebywał aż do śmierci.
Zmarł w wieku 44 lat w Mulago Hospital w 2004 roku. Jego śmierć wywołała poruszenie w Ugandzie oraz emocjonalne reakcje rzeszy fanów, którzy w akcie szacunku zapewnili mu godny pochówek pokrywając koszty pogrzebu, włączając w to zakup trumny owiniętej w flagę kraju.